# 天主教霍城教區
天主教霍城教區（拉丁語：Dioecesis Hoënsis）是加納一個羅馬天主教教區，屬阿克拉總教區。
教區成立於1994年12月19日，包括沃爾特地區中部五區，2006年有教友176,664人（佔轄區總人口33.5%）、廿一個堂區、五十六名司鐸。現任教區主教為方濟·阿納尼·科菲·洛多努。